# Irlanda confederada

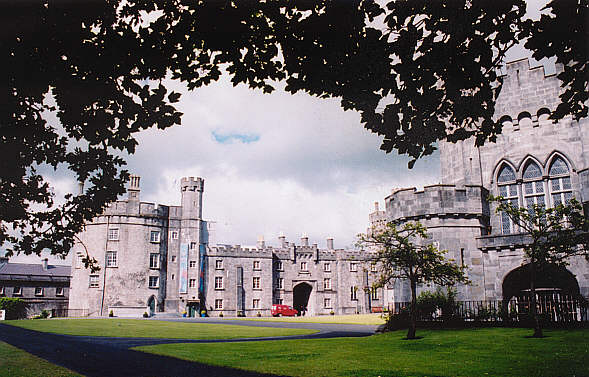
Castillo de Kilkenny, donde se reunía la asamblea general de los católicos confederados.

Irlanda confederada hace referencia al periodo de gobierno irlandés entre la rebelión de 1641 y la reconquista por Cromwell en 1649. Durante este tiempo, dos tercios de la isla estuvieron gobernados por la Confederación de irlandeses católicos, conocida también como Confederación de Kilkenny (por haberse gestado en la ciudad de Kilkenny).
Durante las guerras de los Tres Reinos, los enclaves restantes en las provincias de Úlster, Munster y Leinster fueron acogidos por ejércitos leales a los Caballeros Realistas de Carlos I de Inglaterra, por el Ejército del Parlamento de Inglaterra o por los escoceses conocidos como Covenanters. Los Confederados fueron derrotados por los Ejércitos  ingleses en el periodo 1642-1649 (en un conflicto conocido como las guerras Confederadas) y en 1648; se unieron a la Alianza Realista de Caballeros contra el Parlamento Rabadilla.

## Rebelión y formación de la confederación
Esta sección trata sobre la historia política, para el periodo de historia militar, véase Guerras confederadas de Irlanda

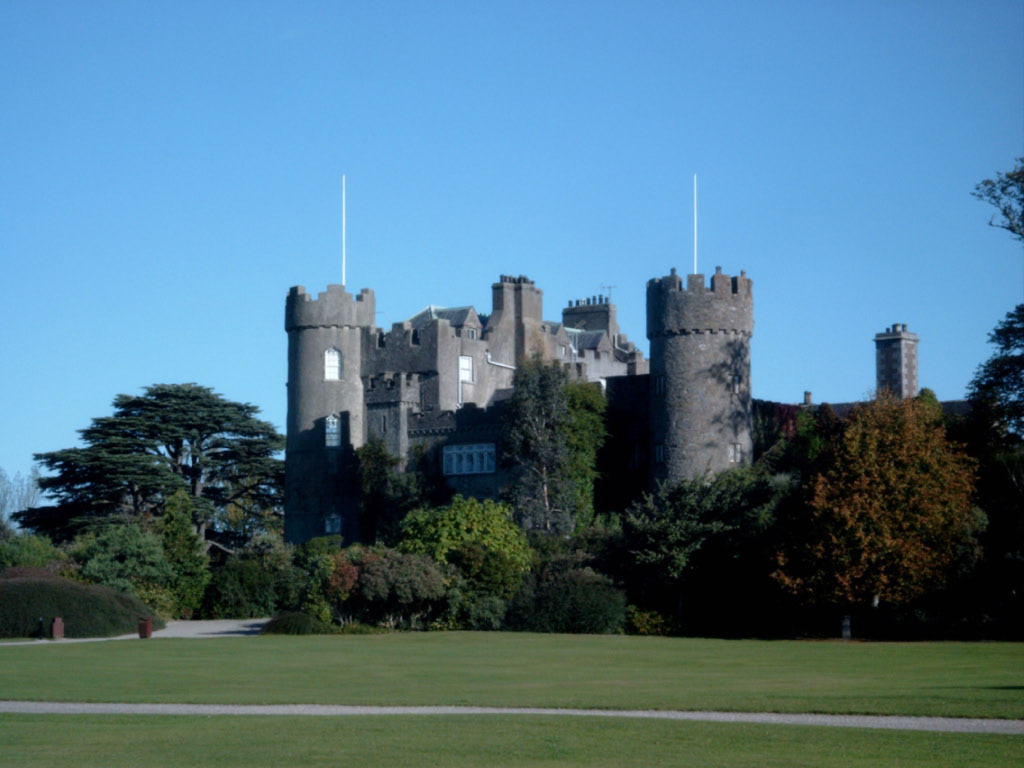
Castillo de Malahide en Dublín (Irlanda)

La confederación católica comenzó a gestarse durante las secuelas de la Rebelión de 1641, ambas con el afán de controlar el alzamiento popular para organizar esfuerzos a efectos de promover la guerra contra los ejércitos británicos restantes que quedaban en la isla. Los irlandeses pensaron que de este modo podrían hacer frente a la reconquista del país. La iniciativa para formar la Confederación llegó por parte del obispo, Nicholas French y de un abogado llamado Nicholas Plunkett. Estos últimos expusieron sus propuestas para formar un gobierno compuesto de nobles irlandeses, tales como los vizcondes de Gormanston, de Mountgarret y de Muskerry. Dichos nobles comprometieron a sus propias fuerzas armadas con la Confederación, y persuadieron a otros rebeldes como ellos a unirse a la causa. Los miembros, hicieron juramento a la defensa de la religión católica, al derecho a tener su propio rey y el derecho a la libertad de la isla de Irlanda. La primera asamblea se llevó a cabo en Kilkenny en octubre de 1642, a ella asistieron los principales nobles, clérigos y señores reunidos juntos en la misma sala. Se formaron dos Cámaras: la Cámara de los Lores (nobleza y clero) y los Comunes (burguesía), con el abogado y político Nicholas Plunkett actuando como presidente. Los delegados insistieron en su lealtad a la corona. 

### Constitución
Otro abogado procedente de Galway, llamado Patrick D'Arcy, fue el que redactó la Constitución confederada. El gobierno confederado estaba compuesto por una asamblea general, un parlamento alzado en nombre de todos, pero elegido por terratenientes irlandeses, y por el clero católico; que a su vez eligió a un ejecutivo conocido como el «Consejo Supremo». Tanto la asamblea general como el «Consejo», se reunían en Kilkenny con citaciones anuales para que se supervisase su labor. Los Confederados organizaron inmediatamente un extensivo sistema de pago de impuestos para financiar la guerra y al mismo tiempo enviaron delegados al poder de la iglesia católica en Europa.

### Políticas
De todos modos, la asociación de Confederados católicos nunca pretendió ser gobierno independiente, porque (en el contexto de las guerras de los Tres Reinos) nunca se declararon Realistas leales a Carlos I. Al ser el rey el único con legalidad para formar un parlamento, la asamblea general confederada, tampoco pretendió nunca serlo aunque actuase como tal. Negociando con los Realistas, los Confederados exigieron que todas las concesiones que se les hiciesen, fuesen ratificadas en función del parlamento irlandés de guerra, el cual se hubiese parecido a la asamblea confederada general, incluyendo a algunos protestantes Realistas. La reina María Enriqueta, esposa del rey Carlos I fue una católica practicante.

Escudo de Kilkenny

El mayor inconveniente de Carlos fue horrorizarse en la rebelión y firmar el Acta de los Aventureros para que se convirtiese en ley en 1642. Se acordó una nueva política en Londres y Dublín para que se denegase el perdón a cualquier rebelde. Por este motivo, sus fuerzas permanecieron hostiles con los Confederados hasta 1643, momento en que su posición militar en Inglaterra comenzó a debilitarse. Gran parte del gentío confederado perdió sus posesiones bajo dicha acta; dicha ley galvanizó sus esfuerzos y estos comprendieron que solo podría ser derogada por una estancia real. El objetivo que los Confederados declararon consistió en alcanzar un acuerdo con el rey. Sus ambiciones consistían en obtener: derechos completos para los católicos, tolerancia a la religión católica y poder formar un gobierno propio. El lema de la confederación era Hiberni unanimes Pro Deo, Rege et Patria (Los irlandeses están unidos por dios, el rey y la patria).
La mayoría de los miembros del Consejo consistían en ascendientes de Viejos ingleses que desconfiaban de los irlandeses, pensando que eran demasiado moderados para sus exigencias. Los radicales Confederados presionaron para que se invirtiese en las colonizaciones, y en el establecimiento del catolicismo como un Estado religioso en Irlanda.
Los confederados creían que les convenía mejor aliarse a la causa de los realistas y de ese modo, convirtieron el apoyo al rey como parte central de su estrategia, debido a que el Parlamento inglés, y los Covenanters habían anteriormente a la guerra amenazado con invadir la isla para destruir la religión católica y la clase terrateniente irlandesa. Por su parte, el rey les prometió en varias ocasiones algunas concesiones. Sin embargo, mientras los moderados Confederados seguían ansiosos de llegar a un acuerdo con Carlos I, otros deseaban forzarle a aceptar una Irlanda católica autogobernante antes de llegar a un acuerdo con él. Tras el fracaso de la negociación, abogaron por una alianza independiente con España o Francia.

## Tregua con losrealistas
Durante las negociaciones para realizar una alianza entre el parlamento inglés y los covenanters, Carlos I se vio obligado a pedir ayuda militar a Irlanda. Inicialmente, el conde de Inchiquin trató de reactivar su plan para atacar a Escocia durante la guerra de los obispos. El duque quería negociar un tratado secreto entre los irlandeses y los Realistas para ejecutar un ataque conjunto a los escoceses de Úlster. Este ejército combinado invadiría Escocia a través de las islas Hébridas Exteriores (Western Isles) para unirse a un segundo contingente armado asentado en Antrim compuesto de Realistas escoceses mientras que una tercera fuerza armada compuesta de Realistas invadiría desde Inglaterra. El ambicioso plan del duque tuvo escasas esperanzas de éxito, se hizo público en mayo de 1643 cuando fue aprisionado por los Covenanters en Úlster. Su correspondencia reveló todos los detalles de la trama y alentó a los Covenanters y al Parlamento Inglés a acelerar las negociaciones para la Solemne Liga y Pacto. Esto, a su vez condujo al rey a intensificar las negociaciones para tratar con los Confederados.
En 1643, los Confederados negociaron un alto el fuego con los realistas y abrieron un proceso de negociaciones con el duque de Ormonde, James Butler, el representante del rey en la isla. Hecho que consiguió el cese de las hostilidades entre Confederados y Realistas. Sin embargo, la guarnición inglesa de Cork, (que la comandaba Murrough O'Brien, primer duque de Inchiquin, un irlandés protestante raro), objetando el alto al fuego, se amotinó y se declaró en lealtad con el Parlamento inglés. En 1642, los Covenanters desembarcaron también un ejército en Úlster que permaneció hostil con los Confederados y lo mismo hicieron las fuerzas de los colonos británicos.
En 1644, los Confederados enviaron alrededor de 1500 hombres bajo el mando de Alasdair MacColla a Escocia, para apoyar a los realistas que estaban ahí con Jaime Graham luchando contra los Covenanters, avivando la llama de la Guerra civil escocesa. Esta fue su única intervención en las guerras civiles británicas.

## Llegada del nuncio papal
Los confederados recibieron modestos subsidios de los monarquistas de España y Francia, que querían reclutar tropas, pero su mayor apoyo continental procedió del papado. El papa Inocencio X apoyó fuertemente a los confederados por encima de las objeciones del cardenal Julio Mazarino y la reina Enriqueta María de Francia, quien se había trasladado a París en 1644. Inocencio recibió el comunicado en febrero de 1645 y resolvió enviar un nuncio apostólico.
Cuando la Confederación comenzó a enviar agentes a los centros de poder de la monarquía hispana, la posibilidad de obtener algunas implicaciones más que retóricas por parte de ésta en su causa parecía sombría. Los católicos consideraban que mediante el reconocimiento de la Santa Sede obtendrían la influencia necesaria para presionar a Felipe IV a ayudarles. El primer enviado papal a la isla fue Pierfrancesco Scarampi, quien arribó a mediados de 1643, pero la figura más prominente consistió en el arzobispo Giovanni Battista Rinuccini de la archidiócesis de Fermo, quien embarcó desde La Rochelle hacia el condado de Kerry con el secretario de la Confederación, Richard Bellings, veintiséis italianos y varios oficiales irlandeses. Él llevó consigo gran cantidad de armas, suministros militares y una buena suma de dinero. Los suministros significaban que Rinuccini tenía gran influencia en las políticas internas de los Confederados, tal como Owen Roe O'Neill. Rinuccini fue recibido en Kilkenny con honores mayores, afirmando que el objetivo de su misión era sostener al rey, pero sobre todo, ayudar a los católicos a asegurar el libre y público ejercicio de su religión, la restauración de las iglesias y sus propiedades.

## PrimeraPaz Ormonde
El nuncio se consideró él mismo la cabeza virtual del Partido Confederado Católico de Irlanda, convirtiéndose en los diplomáticos de mayor rango sirviendo a la causa. Sin embargo, el 28 de marzo de 1646, el Consejo Supremo de los Confederados firmó un acuerdo con Ormonde. Bajo sus términos, los católicos podían servir en la administración y fundar escuelas; también se hicieron promesas verbales de futuras concesiones de tolerancia religiosa. Se proclamó una amnistía por los actos llevados a cabo en la rebelión de 1641 y garantía contra los futuros asedios de las tierras irlandesas católicas. El Consejo supremo puso también esperanza en un tratado secreto que concluyeron en nombre del rey con Edward Somerset el duque de Glamorgan el cual prometió futuras concesiones a los irlandeses católicos.
De todos modos, no había reversión de la ley de Poyning que subordinase al Parlamento irlandés al inglés y tampoco reversión de las principales colonizaciones o de la colonización del Ulster y la de Munster. Además, recordando los artículos religiosos del tratado, todas las iglesias que habían sido tomadas por los católicos en la guerra debían ser reentregadas a manos protestantes y no se garantizó la práctica pública del catolicismo.
A cambio de las concesiones que se hicieron, las tropas irlandesas serían enviadas a Inglaterra a luchar con los Realistas en la Guerra civil inglesa. De todos modos, los términos acordados no eran aceptables ni para el clero católico ni para los comandantes militares (notablemente Owen Roe O'Neill y Tomás Preston) ni para la mayoría de la asamblea general. El partido de Rinuccini con el nuncio papal al tratado tampoco fue el que dejó intactos los objetos de su misión; este indujo a nueve obispos irlandeses a firmar una protesta en contra de cualquier acuerdo con Ormonde o el rey que no garantizase el mantenimiento de la religión católica.
Muchos de ellos, al estar vinculados o relacionados con Ormonde, creían que el Consejo supremo era poco fiable. Además de que se especulaba que la guerra civil inglesa se había decidido a favor del parlamento inglés y que enviar tropas irlandesas a los Realistas sería un sacrificio inútil.
Por otro lado, muchos irlandeses se unieron al ejército de Úlster de O'Neill (que venció a los escoceses en la batalla de Benburb, estando los Confederados en posición para reconquistar la isla). Además, Rinuccini respaldó a aquellos que se opusieron a la paz, tanto financiera como espiritualmente, amenazando con incomunicar al Partido de la Paz. Posteriormente se arrestó al Consejo Supremo y a la Asamblea General y votó rechazando el trato.

## Derrota militar yNueva Paz Ormonde
En 1647, luego de que los Confederados rechazaron el pacto de paz, Ormonde cedió Dublín al ejército Parlamentario bajo el mando de Michael Jones. Por su lado, los Confederados intentaron eliminar las avanzadas protestantes en Dublín y Cork, pero sufrieron una serie de desastres militares. Primeramente, el ejército de Leinster de Tomás Preston compuesto por 7000 hombres y mil caballos, fue derrotado por las fuerzas de Jones en la batalla de Dungan's Hill en Meath. Los Confederados de Munster corrieron similar suerte a manos de las fuerzas británicas en la batalla de Knocknanauss.
Estos retrocesos hicieron que la mayoría de los Confederados se sintiesen más deseosos de alcanzar un acuerdo con los Realistas y se abrieron de nuevo las negociaciones. El Consejo Supremo había recibido términos generosos de Carlos I y de Ormonde que incluían tolerancia a la religión católica, el compromiso de derogar la ley de Poyning (y de ese modo hacia el autogobierno irlandés), reconocimiento de tierras tomadas por los católicos durante la guerra y compromiso de llevar a cabo una inversión parcial de la Colonización del Úlster. Además, debía haber un Acta de Olvido o amnistía para todos los actos cometidos durante la rebelión llevada a cabo en las guerras confederadas en 1641 (en particular las muertes de los colonos protestantes y que los ejércitos Confederados siguiesen existiendo).
De todos modos, Carlos I concedió estos términos solo por desesperación y, de hecho, posteriormente los repudió. Bajo los términos del acuerdo, la Confederación se disolvió, puso a sus tropas bajo los comandantes Realistas e hizo que esta los aceptase. Inchiquinn, el comandante Parlamentario también desertó del parlamento y se unió a los Realistas.

## Guerra civil en la Confederación
Muchos irlandeses continuaron rechazando un acuerdo con los realistas, como fue el caso de Owen Roe O'Neill , que rechazó unirse a la nueva alianza y, en el verano de 1648, mantuvo una breve guerra civil interna contra ellos y contra los confederados. O'Neill se encontraba tan alienado por lo que consideraba una traición de los objetivos católicos que intentó hacer las paces con el parlamento inglés y durante corto tiempo fue un aliado efectivo de sus ejércitos. Este hecho agravó los amplios objetivos de la confederación al coincidir con el estallido de la segunda guerra civil inglesa. Irónicamente, el nuncio papal, Rinuccini, se esforzó en defender a O'Neill excomulgando a todo el que tomó parte en una tregua, pero no consiguió que los obispos católicos llegasen a un acuerdo al efecto. El 23 de febrero de 1649, embarcó en Galway en su propia fragata para volver a Roma.
A menudo se debate que esta separación entre rangos confederados representó la división entre gaélicos irlandeses y viejos ingleses. Sin embargo, había miembros de ambas etnias en cada bando. Por ejemplo, Phelim O'Neill, el gaélico instigador de la rebelión de 1641, estaba aliado a los moderados, mientras que la predominante área de viejos ingleses del sur de Wexford rechazó la paz. Debido a este incidente el clero católico también se dividió.
El verdadero significado de la división ocurrió entre los desembarcados que estaban preparados para comprometerse con los Realistas, siempre y cuando se garantizasen sus tierras y derechos civiles, y aquellos, tal y como Owen Roe O'Neill, que quería anular completamente la presencia británica en la isla. Los nativos demandaban una Irlanda católica e independiente y la permanente expulsión de los colonos ingleses. La mayoría de los militantes estaban concienciados en recuperar tierras ancestrales de sus familias que habían perdido durante la colonización. Luego de escaramucear con los Confederados, O'Neill se retiró con sus hombres hacia Úlster y no se volvió a unir a sus antiguos camaradas hasta la reconquista de Cromwell en 1649. La lucha interna, obstaculizó fatalmente los preparativos de la Confederación de leales a la Corona, alianza para repeler la invasión del parlamentario Nuevo Ejército Modelo.

## Invasión de Cromwell

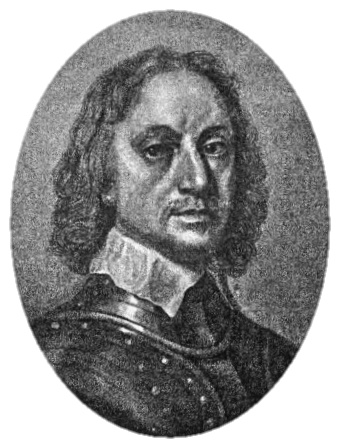
Oliver Cromwell

Oliver Cromwell invadió Irlanda en 1649 para aplastar la nueva alianza de irlandeses Confederados y Realistas. La conquista de Irlanda por Cromwell fue la contienda militar más sangrienta que jamás había ocurrido en el país, además acompañada de plagas y hambruna. Finalizó con la derrota general de los irlandeses católicos y los Realistas.
La mayoría de los altos miembros de la confederación pasaron el periodo de la invasión en exilio en Francia, con la corte real de Inglaterra. Luego de la restauración inglesa, aquellos Confederados que habían promovido la alianza con Realistas se vieron recompensados con la recuperación de sus tierras. Sin embargo, a aquellos que permanecieron en Irlanda durante el interregno se les confiscaron sus tierras y en muchos casos fueron ejecutados o transportados a colonias penales. Durante este periodo, toda la clase terrateniente irlandesa de antes de la guerra se encontraba totalmente destruida, así como las instituciones de la Iglesia católica.

## Importancia
El periodo confederado fue discutiblemente el único que tuvo un gobierno sostenido por los nativos entre 1558 y la fundación del Estado libre en 1922. Su estilo parlamentario era similar al de la oligarquía del parlamento irlandés establecido por los normandos en 1297, pero sin estar basado en voto democrático. Con su gran base de poder teórico, los Confederados finalmente fallaron en gestionar y reorganizarse para defender sus intereses. Las guerras confederadas, y la consiguiente conquista por Cromwell, causaron masivas pérdidas de vidas y finalizaron con la confiscación de la mayoría de las tierras de los católicos en 1650; aunque bastantes de ellas les fueron posteriormente devueltas en 1660. El fin del periodo cementó la colonización británica de Irlanda en el llamado «asentamiento de Cromwell».